# Météorite d'Allende
Pour les articles homonymes, voir Allende.
La météorite d'Allende, ou simplement Allende, est la plus grosse météorite chondrite carbonée jamais trouvée sur Terre. Au moment de sa chute le 8 février 1969 dans l'État de Chihuahua au Mexique, elle pesait près de deux tonnes. L'étude des fragments de son champ de dispersion apportant de nombreuses informations sur les premiers temps de la formation du Système solaire fait qu'elle est considérée par les cosmochimistes comme la « pierre de Rosette » de la planétologie tant elle a fourni des informations sur la formation du système solaire.
Les chondrites carbonées représentent environ 4 % de toutes les météorites observées qui ont chuté sur la Terre. Avant 1969, la classe de chondrites carbonées était connue à partir de rares météorites trouvées au sol, comme la météorite d'Orgueil, tandis que l'on connaissait déjà des météorites de composition similaire à Allende, mais beaucoup plus petites et peu étudiées. Allende fait partie du groupe CV3.

## Chute
La chute du bolide est observée le 8 février 1969 à 1 h 5 au-dessus de l'État de Chihuahua, au nord du Mexique, près du village de Pueblito d'Allende (municipalité d'Allende) dont le bureau de poste est manqué de peu par un gros fragment. La météorite porte le nom de cette municipalité. Le météoroïde d'origine semble avoir été à peu près de la taille d'une automobile approchant la Terre à plus de 16 kilomètres par seconde. En franchissant l'atmosphère, l'énorme boule de feu provenant du sud-ouest illumine le ciel et la terre sur des centaines de kilomètres. La météorite se fragmente dans l'atmosphère mais à assez basse altitude.

## Champ de dispersion

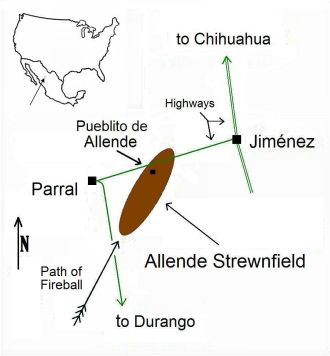
Trajectoire du bolide et champ de dispersion.

Le bolide explose en des milliers de fragments de croûte en fusion qui s'éparpillent sur un champ de dispersion de forme elliptique de 8 × 50 km, soit l'un des plus grands champs de dispersion connus. La région désertique, essentiellement plate, avec une végétation basse et  clairsemée, est parsemée de centaines de météorites qui sont recueillies peu après la chute. Plus de 2 tonnes de spécimens sont collectés sur une période de plus de 25 ans. Certaines sources supposent qu'une quantité encore plus importante a été récupérée (jusqu'à 5 tonnes), mais il n'y a aucun moyen de faire une estimation précise. Actuellement, des spécimens sont encore parfois trouvés. Ces fragments ont une masse qui va de 1 gramme à 110 kg.

## Étude
Le bolide est considéré comme « la météorite la plus étudiée de l'histoire » pour plusieurs raisons : Allende est tombée au début de l'année 1969, soit quelques mois avant que le programme Apollo ramène les premières roches lunaires, ce qui entraîne alors le développement de laboratoires destinés à l'étude de roches extraterrestres. Plusieurs musées lancent des expéditions au Mexique pour prélever des échantillons, dont la Smithsonian Institution. Les fragments, riches en inclusions minérales riches en calcium et en aluminium (dénommées CAIs, elles contiennent notamment des silicates et des oxydes réfractaires comme du corindon Al2O3, de l'hibonite CaAl12O9, de la perovskite CaTiO3, de l'anorthite CaAl2Si2O8 et du spinelle MgAl2O4), sont âgés de plusieurs milliards d'années, ils concourent ainsi à déterminer l'âge du système solaire. Ces inclusions ont des compositions isotopiques différentes de la Terre, la Lune et de la majorité des autres météorites alors trouvées. Ces « anomalies isotopiques » mettent en évidence les processus qui ont eu lieu dans les étoiles avant la formation du système solaire.

### Structure

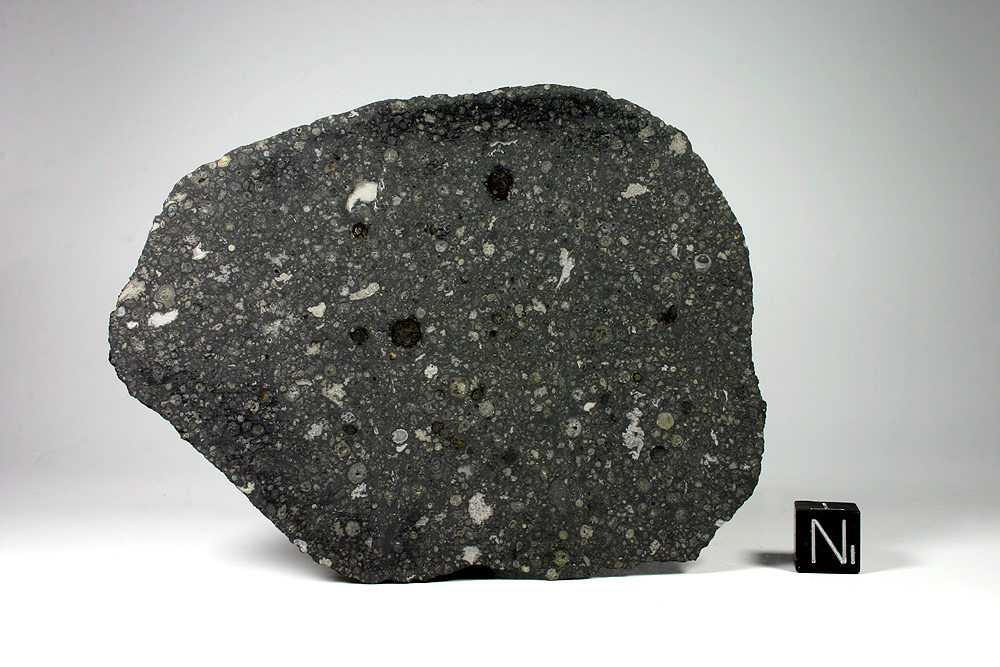
Allende sciée montrant sa structure ; le cube d'un centimètre de côté permet de visualiser sa taille réelle.

La météorite d'Allende est une chondrite carbonée qui s'est formée à partir de poussière et de gaz de la nébuleuse solaire au cours de la première formation du système solaire. La plupart des fragments retrouvés sont recouverts, en tout ou en partie, par un vernis noir et brillant formé lors de l'entrée du bolide, qui a fait fondre l'extérieur de la pierre et l'a transformé en « croûte de fusion ».
Quand la météorite est sciée en tranches et la surface polie, la structure de l'intérieur peut être examinée. Elle révèle une matrice gris foncé incluant des chondres millimétriques de couleur claire. La matrice est également parsemée d'inclusions pré-solaires, les inclusions calcium-aluminium blanches, pouvant atteindre le centimètre en taille, avec des formes variées (de sphérique à très irrégulière). Comme de nombreuses chondrites, Allende est une brèche qui contient de nombreux fragments de couleur foncée (« inclusions sombres ») qui ont une structure chondritique distincte du reste de la météorite. Contrairement à beaucoup d'autres chondrites, Allende est presque totalement dépourvue de métal Fe-Ni.
L'âge des chondres et des enclaves réfractaires est estimé à 4,567 milliards années, ce qui correspond à la plus ancienne matière connue (à l'instar d'autres chondrites carbonées) : ce matériau est plus vieux de 30 millions d'années que la formation de la Terre et de 287 millions d'années que la plus vieille roche connue sur Terre (en). Elle révèle ainsi les conditions en vigueur lors de la formation du système solaire, notamment la condensation des tout premiers matériaux en particules solides comme des éléments riches en calcium et en aluminium. Les chondrites carbonées, y compris Allende, sont les météorites les plus primitives qui ont subi le moins de coalescence et de refonte depuis le début du système solaire. De ce fait, leur âge est souvent considéré comme « l'âge du système solaire ».

### Composition

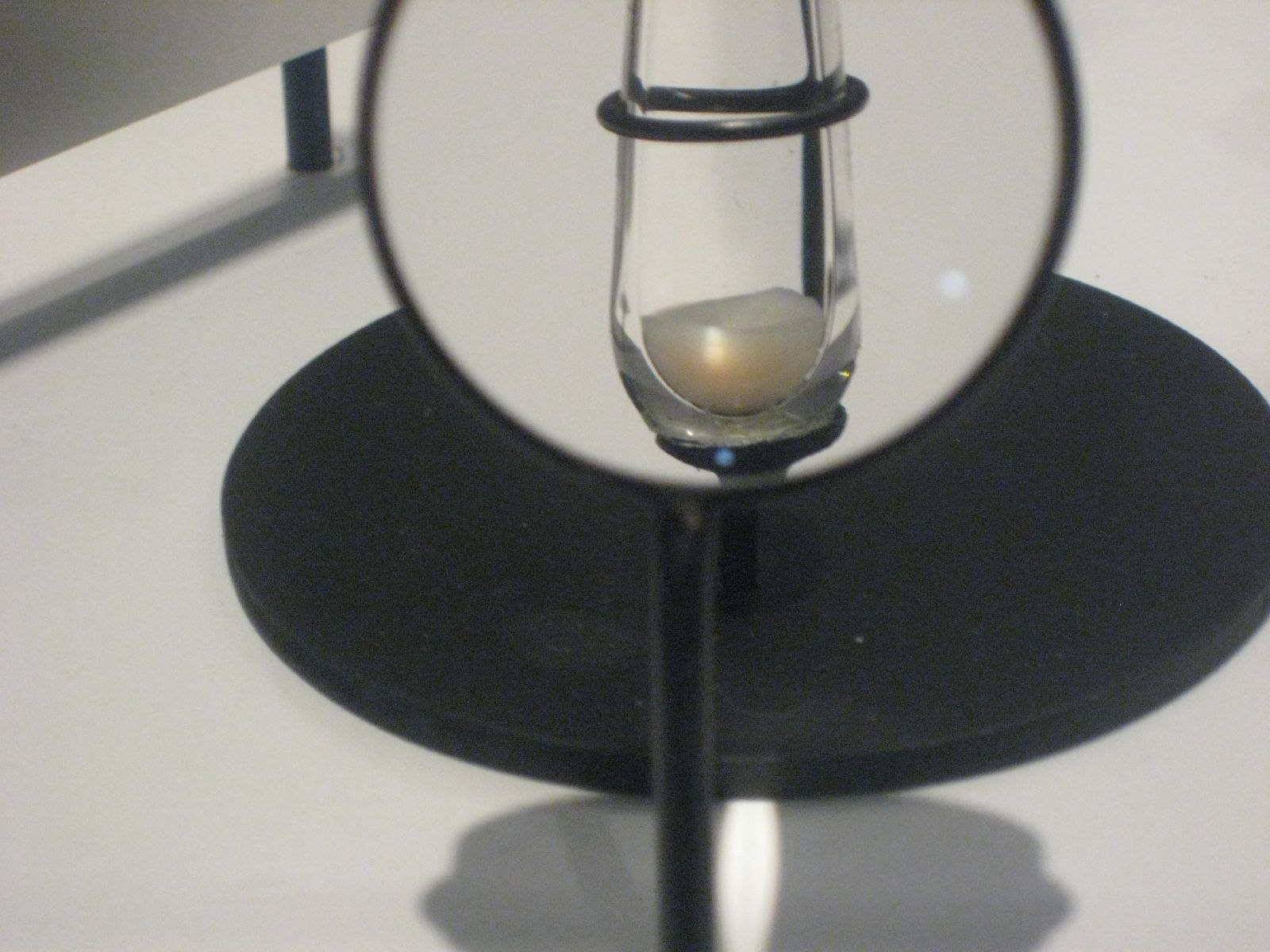
Tube à essai contenant de la poudre de cristaux de diamants interstellaires extraits de la météorite d'Allende.

La matrice (40 % du volume) et les chondres (45 % du volume) se composent de nombreux minéraux, principalement l'olivine et le pyroxène.
Composition chimique : 23,6 % de fer, 15,9 % de silicium, 14,9 % de magnésium, 1,9 % de calcium, 1,7 % d'aluminium, 1,2 % de nickel, 0,5 % de carbone, 0,35 % de chrome, 0,15 % de manganèse, 0,11 % (1 100 ppm) de phosphore, 900 ppm de titane, 93 ppm de vanadium[Information douteuse] et des traces de composés organiques. Cette composition, riche en éléments réfractaires contenus dans les CAI, comme le calcium, l'aluminium et le titane, et pauvre en éléments relativement volatils comme le sodium et le potassium, place Allende dans le groupe CV (groupe de Vigarano) ; son état d'oxydation la place dans le sous-groupe CVOxA, dont elle est le lithotype. L'absence de minéraux de haute température correspond au type pétrologique 3 (voir la classification des météorites) : Allende est donc une chondrite carbonée CV3. Comme la plupart des chondrites carbonées et toutes les chondrites CV, Allende est enrichie en isotopes d'oxygène 16O relativement aux isotopes moins abondants, 17O et 18O.
Allende a révélé également une petite quantité de carbone (dont du graphite et du diamant) et de nombreux composés organiques, y compris des acides aminés et des alcanes, dont certains inconnus sur Terre. L'élément fer, la plupart du temps combiné, représente environ 24 % de la masse de la météorite.

## Recherches ultérieures
Un examen plus poussé des chondres en 1971 par une équipe de l'Université Case Western Reserve révèle de minuscules taches noires, jusqu'à 10 milliards par centimètre carré, qui étaient absentes de la matrice et sont interprétées comme une preuve d'altération par l'irradiation du rayonnement cosmique (ces éléments radioactifs à courte période radioactive comme 26Al ou 10Be ont aujourd'hui des radioactivités éteintes). Des structures similaires ont été retrouvées dans les basaltes lunaires, mais pas dans leurs équivalents terrestres qui ont été protégés du rayonnement cosmique par l'atmosphère terrestre et le champ géomagnétique. Ainsi, il apparaît que l'irradiation des chondres s'est déroulée après leur solidification, mais avant l'accrétion de la matière froide qui a eu lieu durant les premiers stades de la formation du système solaire, où les fragments des astéroïdes s'assemblent et sont les parents des chondrites. Ces radioactivités éteintes par irradiation au cœur de la nébuleuse protosolaire (qui est elle de composition isotopique « normale ») proviendraient de l’activité intense d'étoiles jeunes qui irradient le disque d’accrétion qui les entoure (« modèle du vent-x » de l’astrophysicien F. Shu).
La découverte au California Institute of Technology en 1977 de nouvelles anomalies isotopiques en calcium, baryum et néodyme dans la météorite montre que ces éléments viennent d'une source extérieure aux nuages de gaz et de poussière qui ont donné naissance au système solaire, éléments probablement créés par nucléosynthèse dans le cœur d'une étoile massive. Cela concorde avec la théorie du « Little Bang » selon laquelle des ondes de choc d'une supernova ont déclenché ou contribué à la formation du système solaire en provoquant l'effondrement d'un petit nuage moléculaire froid et peu dense pour donner un disque protoplanétaire et un protosoleil où les réactions thermonucléaires peuvent démarrer. Comme preuve supplémentaire, le groupe de Caltech a daté Allende : la météorite contient l'isotope 26Al, une forme rare de l'aluminium qui agit comme une "horloge" sur la météorite, datant l'explosion de la supernova à au moins deux millions d'années avant que le système solaire se forme.
Des études ultérieures ont trouvé des rapports isotopiques du krypton, xénon, de l'azote et d'autres éléments inconnus du système solaire. En 2011, une étude par la technique de la diffraction d’électrons rétrodiffusés de Kikuchi révèle la texture des grains submicrométriques de la météorite : elle montre que la roche primitive composant Allende avait une porosité de 70 à 80 % avant d'être comprimée par l'onde de choc de la supernova. Cela confirme le scénario du « Little Bang » qui prévoit que la turbulence dans le disque protoplanétaire a un rôle clé pour amorcer la formation des planètes.
La conclusion de ces études, en dehors du débat entre les modèles du « Little Bang » et du «  vent-x », est que, lors de la formation du système solaire, il y avait beaucoup de substances, les grains présolaires, qui ont survécu lors de leur incorporation à la nébuleuse pré-solaire puis lors de l'accrétion des planétisimaux puis des protoplanètes et qui persistent à ce jour dans les météorites comme Allende.